# آسمانتااوستا
آسِمانْتااوسْتا (به فنلاندی: Asemantausta) یک منطقهٔ مسکونی در فنلاند است که در لاهتی واقع شده‌است. آسمانتااوستا ۴٬۹۶۹ نفر جمعیت دارد.